# Irán címere

Irán címere

Irán címere egy kard, illetve négy, szimmetrikusan elhelyezett félhold. A kard fölötti jel, a „tasdíd” a fokozás jele. A jelkép Isten szimbolikus megjelenése, és megjeleníti az ember Isten felé történő felnövését és fejlődését. A címer öt eleme az iszlám vallás öt alapelvét is jelképezi. A négy félhold mutatja a hold négy fázisát, jelképezve az iszlám hűség állandóságát. A szimbólum a zászlón vörös színű.